# Encephalitozoon cuniculi
Espèce
Encephalitozoon cuniculi est une microsporidie parasite intracellulaire d’autres eucaryotes.

## Pathologie

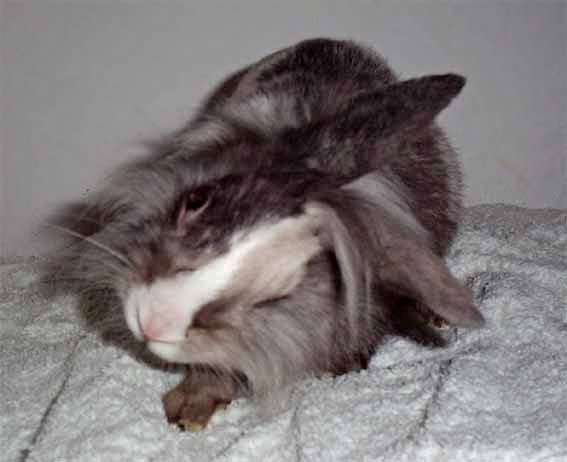
Lapin domestique atteint d'encéphalitozoonose.

Encephalitozoon cuniculi fut la 1re infection de mammifère observée chez le lapin en 1922.
Il peut infecter les lapins, les souris et les rats de laboratoire. Le parasite provoque des granulomes cérébraux et cause des infections chroniques du lapin.
Cette infection pose problème dans les animaleries de laboratoires mais surtout dans les élevages de lapins. La prévalence d’Encephalitozoon cuniculi chez les lapins sauvages est inférieure à 25 %, alors qu’elle est de 76 % pour les lapins de laboratoire.
Chez l’homme, le 1er cas a été décrit en 1959. Il concernait un garçon de 9 ans présentant des maux de tête, de la fièvre et des convulsions. Les cas d’infection étaient assez rares, mais une forte augmentation est observée depuis le milieu des années 1970 avec l’augmentation du nombre d’immunodéprimés (greffe, VIH…).
Ce parasite peut entraîner des hépatites et des conjonctivites, il est dangereux notamment pour les personnes immunodéprimées.
Récemment une infection du cerveau a été constatée chez l’homme. À la suite de ces observations, l’institut national des maladies allergiques et infectieuses des États-Unis a classé Encephalitozoon cuniculi comme agent infectieux émergent.[Quand ?]
Le diagnostic peut se faire grâce à des techniques sérologiques (test ELISA) ou par examen histologique ; une technique de PCR a aussi été développée pour le diagnostic de ce parasite.
Pour le traitement, il existe différentes molécules plus ou moins efficaces, notamment l'albendazole, utilisé lors des infections chez les personnes séropositives. Certains corticoïdes peuvent aussi être utilisés.

## Le génome
Le génome d'Encephalitozoon cuniculi a été entièrement séquencé. Il est très compact avec 2,9 Mbases (l’un des génomes eucaryotes les plus petits connus à ce jour). Le génome comporte 2000 gènes organisés sur 11 chromosomes. Les gènes sont très proches les uns des autres. On constate très peu de séquences répétées et non codantes dans l’ADN (seulement 11 introns) et quelques séquences intergéniques flanquantes (donc pas d’ORF chevauchant) ce qui suggère qu'Encephalitozoon cuniculi pourrait coder l’information dont il a besoin de manière très efficace et ceci montre une parfaite adaptation au parasitisme. Les gènes impliqués dans le cycle de Krebs et la chaîne respiratoire sont manquants. Il y a peu de gènes impliqués dans la biosynthèse des acides aminés. Il existe plusieurs délétions dans les gènes codant les ARN ribosomiques.